# 2e brigade Spetsnaz de la Garde
Pour les articles homonymes, voir 2e brigade.
La 2e brigade spetsnaz de la Garde (russe : 2-я отдельная бригада специального назначения) est une brigade des forces spéciales de la Direction principale du renseignement (GRU) et donc des forces armées de la fédération de Russie, basée à Promejitsi, dans l'oblast de Pskov.

## Histoire
Dans le cadre des augmentations des unités Spetsnaz du GRU, le 19 juillet 1962, la directive n° 140547 de l'état-major général des forces armées de l'URSS est publiée, par laquelle la 2e brigade Spetsnaz devra être formée dans le district militaire de Léningrad. La création de la brigade commence le 17 septembre 1962 et s'achève le 1er mars 1963.
Jusqu'en 2008 ou 2013, Dmitri Outkine sert comme lieutenant-colonel au sein d'une unité des forces spéciales du GRU, étant commandant du 700e détachement indépendant Spetsnaz de la 2e brigade,,.
La brigade participe à l'invasion russe de l'Ukraine. Le 11 juillet 2022, le président russe Vladimir Poutine décerne à l'unité le statut honorifique d'unité de la Garde pour ses actions en Ukraine.
Le 15 mars 2024, des blogueurs militaires russes rapportent le déploiement dans l'oblast de Belgorod de la 2e brigade pour renforcer la frontière, sous incursions ennemies jusqu'en avril 2024.

## Composition
La brigade comprend:
- Quartier général
- Bataillon des transmissions (2x compagnie)
- Compagnie de soutien
- 70e détachement à vocation spécifique (à peu près l'équivalent d'un bataillon)
- 329e détachement à vocation spécifique
- 700e détachement à vocation spécifique
- Bataillon d'entraînement (2x compagnie)